# Guy Van Sande
Guy Van Sande (Herentals, 9 mei 1963) is een Belgisch voormalig acteur en politicus. 

## Levensloop
Van Sande speelde in verschillende Vlaamse en Nederlandse televisieseries. Zijn bekendste rol is die van hoofdinspecteur Tom Segers in de VTM-politieserie Zone Stad. Bij de VRT speelde hij een hoofdrol in de dramaserie Kongo. In 2006 werd hij verkozen als gemeenteraadslid te Edegem voor de lokale partij 'Edegem-anders'. Op 12 mei 2011 maakte hij samen met het voltallige bestuur de overstap naar de N-VA, waarvoor hij in 2012 opnieuw verkozen raakte. In 2013 werd hij Schepen van Cultuur, Burgerlijke Stand en Wijkwerking.
Op 24 juni 2016 nam Van Sande ontslag als raadslid en schepen in verband met zijn betrokkenheid bij een justitieel onderzoek betreffende zijn rol in een zaak rond kinderporno. In 2018 werd besloten vervolging tegen hem in te stellen. Op 12 juli 2019 werd Van Sande door de correctionele rechtbank van Veurne schuldig bevonden aan het bezitten, verspreiden en maken van kinderporno. Van Sande werd veroordeeld tot drie jaar gevangenisstraf met uitstel gekoppeld aan een aantal probatievoorwaarden.
Zowel de VRT als VTM besloot daarop om televisieprogramma's waarin Van Sande te zien is, niet meer uit te zenden of online aan te bieden. Het gaat onder andere over de volledige reeks Zone Stad en een seizoen van Wittekerke. Er werden ook verscheidene afleveringen van seizoen 5 van Aspe geschrapt, alsook een aantal afleveringen van de VRT-reeks Flikken.
In 2020 moest hij zich opnieuw verantwoorden voor de rechtbank, ditmaal in een zaak rond agressie.
Van Sande was tot haar overlijden in 2004 gehuwd met Mimi De Wilde. Hun zoon Vincent is eveneens actief als acteur. In 2016 hertrouwde Van Sande, een huwelijk dat 5 jaar stand hield..

## Filmografie
- De leeuw van Vlaanderen (1985)
- De bossen van Vlaanderen (Cesar Priem in 1991)
- Prettig geregeld (Boris in 1991)
- Familie (Xavier Latour in 1992)
- Langs de Kade (1993)
- Bex & Blanche (1993)
- De put (Fons Jans in 1994)
- Kats & Co (1994)
- Tot ziens (Jan in 1995)
- Heterdaad (Giorgio Sacci in 1996)
- Unit 13 (Nyst in 1997)
- Kongo (Luk Vermarcke in 1997). Voor dit programma trok Van Sande met zijn gezin een half jaar naar Zimbabwe.
- Stille waters (Professor Huysmans in 2002)
- F.C. De Kampioenen (Yogaleraar Nico in 2002)
- Recht op Recht (Johan Delbeke in 2000, Pieter Mariman in 2002)
- Wittekerke (Ludwig De Wolf van 2001 tot 2003)
- Verschoten & Zoon (Stalker in 2003)
- Thuis (Alex Walters in 2003)
- Flikken (Marko in 2000, Marc 'Hagar' Verhulst in 2004)
- De Wet volgens Milo (Procureur in 2005)
- Witse (Joost Avondroodt in 2004, Johan Dewit in 2007)
- En daarmee basta! (dansleraar in 2007)
- 16+ (Psycholoog Hans van 2007 tot 2008)
- Spoed (William in 2006, Meester De Caluwe in 2008)
- Happy Singles (Hoofdredacteur in 2008)
- Booh! (Colonel Miguel da Silva in 2008)
- Spring (Nicolaas Vandenbulcke in 2008)
- Aspe (Guy Van Steenkiste van 2007 tot 2011)
- Danni Lowinski (Freddy Bols in 2012)
- Zone Stad (Tom Segers van 2003 tot 2013)
- Tussen De Oren (2014)
- Vermist (John De Bruyne van 2014 tot 2015)
- Project Orpheus (Karl Lunshof in 2016)

- Gemeinsame Normdatei: 1057808954
- International Standard Name Identifier: 0000 0001 3327 9931
- MusicBrainz: 2b453ef7-fc9f-4f44-b7d6-c275314f2c77
- Virtual International Authority File: 310599498
- WorldCat: E39PBJdx8VFVY6xTmfWjrPyKh3